# Maria Redaelli
Maria Angela Redaelli (3 de abril de 1899 – 2 de abril de 2013) foi uma supercentenária italiana que no momento da morte aos 113 anos e 364 dias, era a pessoa viva mais velha da Itália, a pessoa viva mais velha da Europa e a quarta pessoa viva mais velha do mundo (depois de Jiroemon Kimura, Misao Okawa e Gertrude Weaver). 

## Biografia
Maria nasceu em 3 de abril de 1899 em Inzago, perto de Milão, na região da Lombardia. Ela se casou com Gaspare Granoli (1898–1979) e o casal teve dois filhos, Carla (n. 1925) e Luigi (1930–2004). Ela trabalhou em uma fábrica de seda por quase 40 anos, enquanto seu marido trabalhou como um trabalhador de aço na indústria de Breda, em Sesto San Giovanni, onde moravam. Em 1974, Redaelli mudou-se para Novate Milanese e morou com a família da filha. Nos últimos dias, ela estava com boa saúde, clara, bastante ativa, e ainda era capaz de caminhar. Embora tenha tido alguns problemas com a visão e a audição, ela ainda lia jornais e revistas todos os dias e na televisão seguiu seu clube de futebol favorito, o Inter de Milão.
Em 3 de abril de 2012, ela comemorou seu 113.º aniversário com uma grande festa organizada pela sua cidade, com a ajuda do Inter City Fan Club. Ela foi conduzida por um carro da polícia para o centro da cidade onde foi recebida pelo prefeito Lorenzo Guzzeloni. Bedy Moratti, irmã do presidente do Inter, Massimo Moratti, e Ernesto Paolillo, diretor-presidente do Inter FC, participaram da festa para dar à Redaelli uma camisa especial da equipe.
Ela morreu pacificamente em seu sono de causas naturais em 2 de abril de 2013, um dia antes de seu aniversário de 114 anos. Após sua morte, Emma Morano tornou-se a pessoa viva mais velha da Itália e da Europa.